# Paradolichurus boharti
Paradolichurus boharti är en insektsart som beskrevs av Kimsey 1993. Paradolichurus boharti ingår i släktet Paradolichurus och familjen kackerlackesteklar (Ampulicidae). Inga underarter finns listade i Catalogue of Life.